# Puente de Branko
El puente de Branko (en serbio cirílico: Бранков мост, transliterado Brankov most) es el segundo puente más grande (después del puente Gazela) de la ciudad de Belgrado, capital de Serbia. Conecta el centro de la ciudad con el municipio de Novi Beograd a través del río Sava.

## Historia

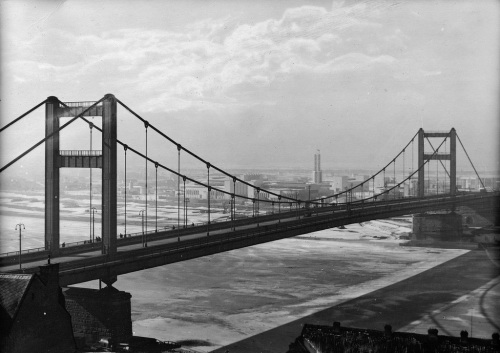
El antiguo Puente Rey Alejandro, destruido por la Luftwaffe el 6 de abril de 1941.

Fue construido en 1957, sustituyendo al antiguo puente colgante puente Rey Alejandro, construido por la Société de Construction des Batignolles e inaugurado el 16 de diciembre de 1934. Nombrado en honor del rey Alejandro I de Yugoslavia y decorado por Ivan Meštrović en estilo serbio-bizantino, fue destruido durante el bombardeo alemán de 1941.
El nuevo puente se edificó utilizando los pilares del antiguo como soportes de sus dos tramos secundarios. Dispone de doble calzada, con tres carriles en ambos sentidos. Arquitectónicamente, se trata de dos construcciones separadas en cada dirección, tras ser desdoblada la construcción original en una segunda calzada en 1979. Tiene una longitud de 450 m, y su construcción consiste en un puente viga de acero tipo cajón sobre hormigón. Su vano central tiene una longitud de 261 m, y los de los lados miden 81,5 m cada uno. Es atravesado por cerca de 90 000 vehículos diarios, y las congestiones de tráfico son frecuentes.
El proyecto original fue de la empresa alemana MAN, mientras que la yugoslava Mostprojekt, con sede en Belgrado, ejecutó el proyecto de ampliación en la década de 1970.

## Nombre
El nombre del puente no es oficial, y tiene su origen en varios acontecimientos. Su nombre oficial durante el régimen comunista era "Puente de la Hermandad y la Unidad", pero ese nombre no cuajó entre la población: fue llamado "Puente de la calle Branko" (nombrada en honor de Branko Radičević, poeta romántico serbio) o "Puente del Sava". Sin embargo, cuando otro escritor, Branko Ćopić, se suicidó saltando desde el puente en 1984, el actual nombre comenzó a circular reemplazando a todos los anteriores.